# Штелін Олександр Олександрович
Олекса́ндр Олекса́ндрович Ште́лін (нар. 1 жовтня 1953, Мукачеве, СРСР) — український та бельгійський футбольний тренер, відомий завдяки роботі у запорізькому «Металурзі», київському ЦСКА, тираспольському «Тилігулі» та низці інших туніських, бельгійських та грузинських клубів.

## Життєпис
Олександр Штелін народився в Мукачевому. З 1986 по 1991 рік працював у комплексно-науковій групі київського «Динамо», після чого вирушив до Тунісу, де обіймав посаду головного тренера у клубах «Монастір» та «Етуаль дю Сахель». У 1994 році перебрався до Бельгії, де протягом двох років працював у тренерському штабі «Льєжа», а у 1995—1996 роках очолював тираспольський «Тилігул», який за підсумками сезону зайняв друге місце у чемпіонаті Молдови та дійшов до фіналу кубка країни.
Після вояжу до Молдови Штелін повернувся на Батьківщину, де працював у київському ЦСКА-2 та консультував Володимира Лозинського, що очолював першу команду армійців. Наприкінці 1997 року Олександра Олександровича було призначено головним тренером ЦСКА, однак за два тижні до початку другої частини чемпіонату та за чотири дні до матчу 1/8 фіналу Кубка України проти «Таврії», після виклику в офіс компанії «Київ-Донбас» до президента клуба Михайла Гриншпона, Штелін подав у відставку «за сімейними обставинами». Вже за місяць він очолив запорізький «Металург», де пропрацював трохи менше року, поступившись місцем на тренерському містку Мирону Маркевичу.
У 2002–2003 роках Олександр Олександрович очолював кутаїське «Торпедо», однак був звільнений незадовго до закінчення сезону через втрату командою шансів на здобуття чемпіонства. Іншою причиною звільнення називали також неврівноважений характер українського тренера.
Протягом сезону 2004/05 обіймав посаду головного тренера клубу 4-го бельгійського дивізіону «Монтеньє». У 2005 році працював на кафедрі футболу Національного уніврситету фізичного виховання та спорту, однак невдовзі повернувся до Бельгії, де очолив клуб найнижчного дивізіону «Бас-Оха». У сезоні 2008/09 Штелін працював з клубом третього дивізіону «Серезьєн», однак за підсумками футбольного року команда понизилася у класі.
Влітку 2009 року розпочав навчання на тренерських курсах при Центрі ліцензування Федерації футболу України з метою отримання «PRO»-диплома УЄФА. У сезоні 2011/12 очолював бельгійський футбольний клуб «Сіне», разом з яким здобув путівку до 3-го дивізіону. Згодом входив до тренерського штабу «Шарлеруа».
У травні 2014 року Олександр Штелін повернувся до України як керівник селекційної служби запорізького «Металурга».

## Досягнення
- Срібний призер чемпіонату Грузії (1): 2002/03
- Срібний призер чемпіонату Молдови (1): 1995/96
- Фіналіст Кубка Молдови (1): 1995/96
- Переможець групи «D» 4-го дивізіону чемпіонату Бельгії (1): 2011/12